# Hrabstwo Taliaferro

Piramida wieku hrabstwa

Hrabstwo Taliaferro (ang. Taliaferro County) – hrabstwo w stanie Georgia, w Stanach Zjednoczonych. Z gęstością 3,1 os./km² jest najsłabiej zaludnionym hrabstwem Georgii. 

## Historia
Hrabstwo zostało założone w 1825 roku.
Nazwa hrabstwa pochodzi od nazwiska Benjamin Taliaferro (1750–1821), bohatera Rewolucji amerykańskiej, Kongresmena Stanów Zjednoczonych.

## Geografia
Według spisu z 2010 obszar całkowity hrabstwa obejmuje powierzchnię 195,47 mil2 (506 km²), z czego 195,39 mil2 (506 km²) stanowią lądy, a 0,08 mil2 (0 km²) stanowią wody. Według szacunków United States Census Bureau w roku 2011 miało 1 703 mieszkańców. Jego siedzibą administracyjną jest Crawfordville.

### Miejscowości
- Crawfordville
- Sharon